# Ca la Pola
Ca la Pola és una casa de la Cellera de Ter (Selva) inclosa a l'Inventari del Patrimoni Arquitectònic de Catalunya.

## Descripció
Immoble que consta de planta baixa i dos pisos superiors, situat entre mitgeres i cobert amb una teulada a dues aigües de vessants a façana. Està ubicat al costat esquerre del carrer Migdia.
La planta baixa destaca el portal d'accés rectangular amb una poderosa llinda monolítica amb les impostes retallades, en forma de quart de cercle, confeccionant un arc conopial, a petita escala, amb una flor al centre. A més, consta d'uns robustos muntants de pedra ben escairats. Paral·lelament en el mateix sector trobem una petita obertura rectangular emmarcada amb muntants i amb un ampit rude.
Pel que fa al primer pis, aquest s'ha projectat materialment en la façana en format d'una finestra amb permòduls.
Finalment el segon pis disposa d'una galeria d'arc de mig punt rebaixat de rajol amb ampit de fusta.
A mode d'apunt cal remarcar que el material preponderant i que abasta tot l'espai físic de la façana, és la pedra, concretament els còdols de riu sense desbastar i treballar.